# Tatiana Nicolescu
Tatiana Nicolescu (n. 8 iulie 1923, Chișinău) este un critic, istoric al literaturii și traducător român.

## Biografie
Născută la Chișinău din părinți fugari din Ucraina bolșevizată. Numele adevărat al părinților este Goriușcenco și Golem.  A urmat studii de filologie la București. A fost profesor doctor docent la catedra de literatură rusă de la Facultatea de Limbi și Literaturi Străine.  În anii 70 a fost și profesor universitar la Universitatea din Moscova, unde a predat limba și literatura română.  A contribuit la promovarea relațiilor culturale dintre Rusia și România. A fost redactor la revista „Secolul XX”, unde a colaborat cu diverse articole. S-a specializat și a ținut cursuri de  literatură rusă la București și de literatură română la Moscova.  A folosit metoda comparatistă în cercetările literare. A semnat numeroase prefețe la ediții românești din scriitori ruși și traduceri. Este autoarea unui studiu asupra creației lui Andrei Belîi, apărut în seria „Multum in Parvo”(1975). A fost căsătorită cu criticul și istoricul literar George Cristea Nicolescu. Este mama filologului și traducătorului Adina Nicolescu. Actualmente, locuiește în Italia (Milano).

## Opera
- Opera lui Gogol în România (1959)
- Tolstoi și liteartura română (1963)
- Prozatori sovietici contemporani (1968)
- Ivan Bunin (1970)
- Pe scara timpului (1972)
- Andrei Belîi, studiu la ediția din seria „Multum in Parvo” (1975)
- Andrei Belîi și teatrul, Moscova, Ed. Radix, 1995, 204 p. (în limba rusă)

## Biblioteca Națională a Italiei
- OPAC SBN Arhivat în 5 martie 2016, la Wayback Machine.